# The Opportunists
The Opportunists è un film del 1999 diretto da Myles C. R. Connell.

## Trama
Victor "Vic" Kelly è un meccanico con un passato criminale e molti debiti. Quando un presunto cugino irlandese gli fa visita, e la sua fidanzata si offre di usare i soldi guadagnati come modello per aiutarlo, il meccanico decide di giocare l'ultima carta per ottenere denaro: una rapina, insieme all'irlandese, per saldare i suoi debiti.

## Accoglienza

### Box office
Nel suo weekend di apertura negli Stati Uniti, The Opportunists ha incassato 46.967 dollari in 5 sale, con una media per sala di 9.393 dollari. Il film ha incassato altri 537.087 dollari per un incasso nazionale totale di 584.054 dollari.

### Critica
Il film ha ricevuto recensioni per lo più positive da parte dei critici cinematografici. Rotten Tomatoes ha dato al film un punteggio di approvazione del 52%, basato su 27 recensioni, con una valutazione media di 5,7/10. Su Metacritic, il film ha ricevuto una valutazione di 71 su 100, basata su 24 recensioni critiche, indicando "recensioni generalmente favorevoli".